# Návrat nezdárného syna
Návrat nezdárného syna (v anglickém originále Marge's Son Poisoning) je 5. díl 17. řady (celkem 361.) amerického animovaného seriálu Simpsonovi. Scénář napsal Daniel Chun a díl režíroval Mike B. Anderson. V USA měl premiéru dne 13. listopadu 2005 na stanici Fox Broadcasting Company a v Česku byl poprvé vysílán 23. prosince 2007 na stanici ČT2.

## Děj
Simpsonovi navštíví ruské kolo Paradise Pier. Marge se celý život těšila, až se na něm projede, ale zjistí, že je demontováno, protože je příliš staré. Homer si koupí činku, zatímco Marge tandemové kolo. Když se chce Marge na kole projet, zjistí, že Homer a děti se k ní nechtějí přidat. Marge to zkouší sama a opakovaně padá. Jakmile si uvědomí, že je možná skutečně osamělá, Bart jí nabídne, že se s ní projede. Jedou do pro ně neznámé části okresu a narazí na malou vesnici, ve které je čajovna, kterou si oba oblíbí. Později je čajovna navždy zavřena, což Barta přiměje pozvat Marge na čaj do svého domku na stromě. 
Marge domek na stromě předělá a dvojice se vydá pro nový čajový servis; Bart si pořídí čajovou soupravu Šáši Krustyho. Před obchodem Jimbo, Dolph a Kearney obviní Barta, že je maminčin mazánek, což způsobí, že se jí Bart vzbouří. Marge upadne do deprese a nakonec prodá kolo náčelníkovi Wiggumovi, Eddiemu a Louovi. 
Bart se cítí špatně a nabídne Marge, že se s ní zúčastní soutěže v karaoke. Při vystoupení ředitele Skinnera a jeho matky Agnes má Marge vidiny špatné budoucnosti pro ni a Barta a zastaví vystoupení, aby této budoucnosti zabránila. Poté dá Bartovi najevo, že si může najít vlastní cestu životem a že se o ni nemá bát, protože ona se musí bát o něj. Aby to bylo ještě lepší, dá mu hasicí přístroj, jehož obsah má nastříkat před diváky, kteří ho trápili. 
Mezitím ve Vočkově hospodě Homer předvádí sílu v jedné ruce, kterou získal při cvičení s činkou, a Vočko má nápad, jak toho využít: vezme Homera na mistrovství v páce, kde Homer ochotně vyhraje hlavní cenu – vrátí mu 50dolarové vstupné –, ale zjistí, že mu opravdu chybí jeho žena. Jede domů, aby se s Marge znovu setkal na karaoke, a místo toho cestou se zastaví na soutěži v pojídání koláčů.

## Přijetí
Ve Spojených státech díl během premiéry sledovalo 11,4 milionu diváků.
Patrick D. Gaertner ze serveru Puzzled Pagan napsal: „Tento díl se mi víceméně líbil. Není moc skvělých epizod, které se točí kolem Barta a Marge, a nejsem si jistý proč. Vztah mezi chlapcem a jeho matkou je zajímavý a měl by být stejně bohatý na dobré příběhy jako vztah Homera a Lízy, ale z nějakého důvodu jich prostě moc nemáme. A tohle je docela solidní příběh. Líbí se mi myšlenka, že Bart pozná, že je Marge smutná, a rozhodne se, že se jí bude aktivně snažit udělat radost tím, že s ní bude trávit čas a najde si společnou činnost. To je docela skvělé. A věřím, že myšlenka, že si ho šikanátoři dobírají kvůli tomu, že je maminčin mazánek, je opravdu realistický směr, kterým by se ten příběh mohl ubírat. Jen ten poslední akt mi přijde trochu zvláštní. Nemyslím si, že když v dětství trávíte čas s mámou, nutně se z vás stane strašidelný podivín jako Skinner. To je úplně jiná úroveň dysfunkce. Protože ke konci jako by se říkalo, že kluci by měli mít rádi svou mámu, ale nechtít s ní trávit čas, což vlastně nedává žádný smysl. Ale to je fuk, bylo to dobře rozjeté, jen se jim to nepodařilo dotáhnout do konce.“.
Server Gabbing Geek uvedl, že „o vztahu mezi Homerem a Lízou jsme měli spoustu epizod. Méně častý je pohled na vztah mezi Marge a Bartem. Tato epizoda se tomu trochu věnuje. A světe div se, Líza se v něm skoro nevyskytuje.“
Ryan Budke z The Huffington Post díl pochválil: „I když tato epizoda nebyla nejlepší v této řadě, stále byla skvělá a oproti většině dílů, které se v posledních letech objevily, se výrazně zlepšila.“.